# キヤノン EOS 5D Mark II

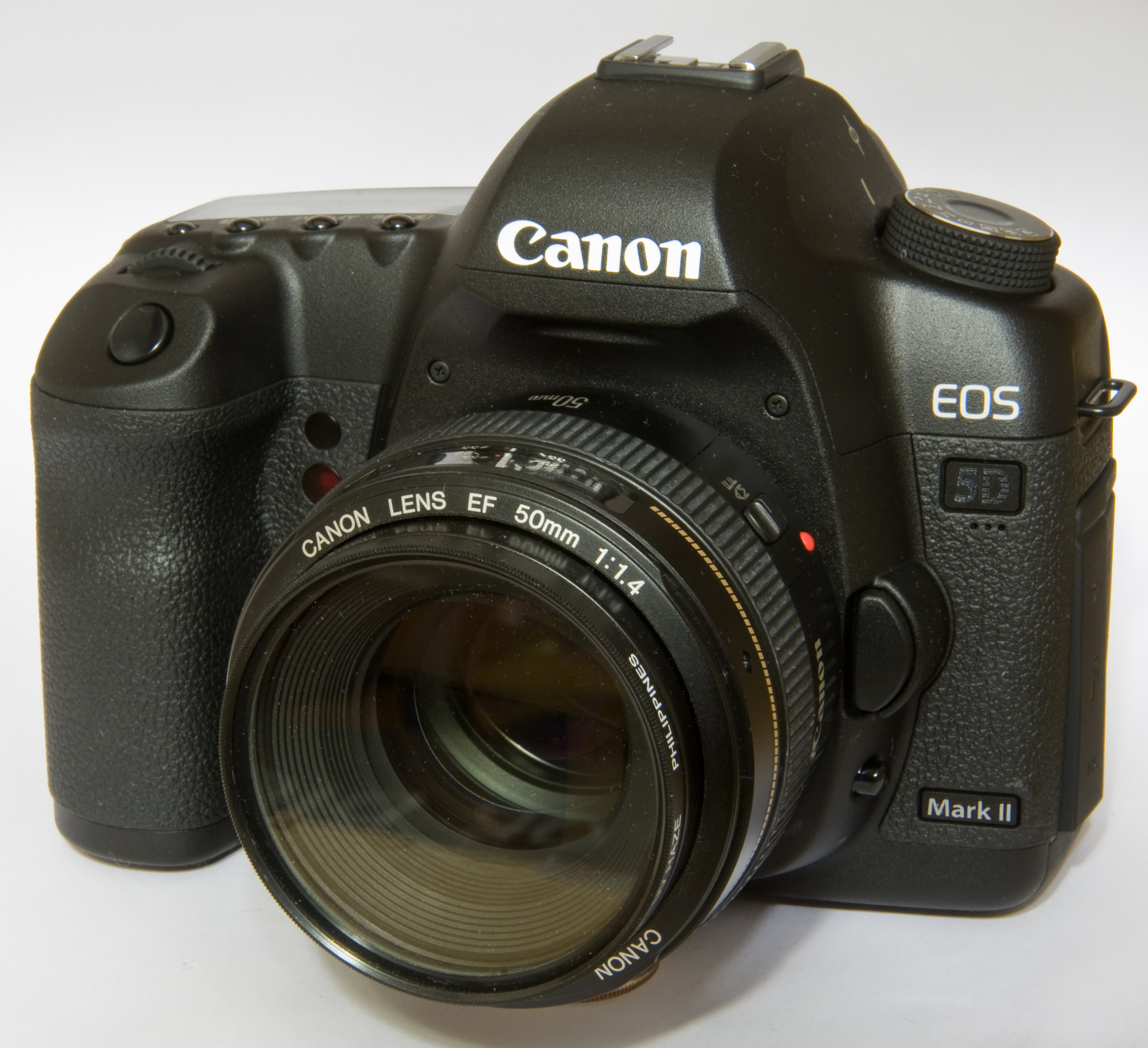
キヤノン EOS 5D Mark II
（EF 50mm F1.4レンズを装着）

キヤノン EOS 5D Mark IIは、キヤノンが2008年11月29日に発表したデジタル一眼レフカメラ。上位機にEOS 1Ds Mark II、EOS 1D Mark III、下位機にEOS 50Dがある。
2005年に発売された同社製デジタル一眼レフカメラ、EOS 5Dの後継機にあたる機種で、新開発の約2110万画素の35mmフルサイズセンサーと新型映像エンジンであるDIGIC 4の搭載により、常用ISO感度6400の低ノイズ、フルHD(1920×1080)動画撮影を実現した。カメラグランプリ2009「大賞」受賞カメラである。
本記事では、後継機のキヤノン EOS 5D Mark IIIについても取り上げる。

## 主な仕様
- 撮像素子：36 x 24mmフルサイズCMOSセンサー
- 有効画素数：約2110万画素
- 最大解像度：5616 x 3744画素
- 画像エンジン：DIGIC 4
- 使用レンズ：キヤノンEFレンズ群（EF-Sレンズを除く）
- レンズマウント：キヤノンEFマウント
- フォーカス：9点オートフォーカス+アシスト6点
- ISO感度：100-6400相当、1/3段ステップ（ISO 50、25600相当の感度拡大が可能）
- シャッター速度：1/8000-30秒（1/3、1/2段ステップ）、バルブ、X=1/200秒
- 測光方式：35分割SPC使用、TTL開放測光（評価測光、部分測光、スポット測光、中央部重点平均測光）
- 露出補正：±2段（1/3、1/2段ステップ）
- ホワイトバランス：オート、太陽光、日陰、くもり、白熱電球、白色蛍光灯、フラッシュ、マニュアル、色温度指定
- ピクチャースタイル：スタンダード、ポートレート、風景、ニュートラル、忠実設定、モノクロ、ユーザー設定
- ファインダー視野率：上下左右とも約98%
- モニタ：92万画素3インチ液晶モニタ
- E-TTL II自動調光対応
- JPEG：約78枚（約310枚）RAW：約13枚（約14枚）RAW＋JPEG：約8枚（約8枚）　()内の数値はUDMA対応CFカード使用時の数値
- 大きさ：152（幅）x113.5（高さ）x75（奥行）mm
- 重量：810g（本体のみ）
- バッテリーグリップBG-E6（オプション）装着時は、縦位置撮影用シャッターボタン、電子ダイヤル、AEロックボタン、AFフレーム選択ボタンが追加され、リチウムイオンバッテリー2個または、単3形電池6個の使用が可能

## EOS 5D Mark III

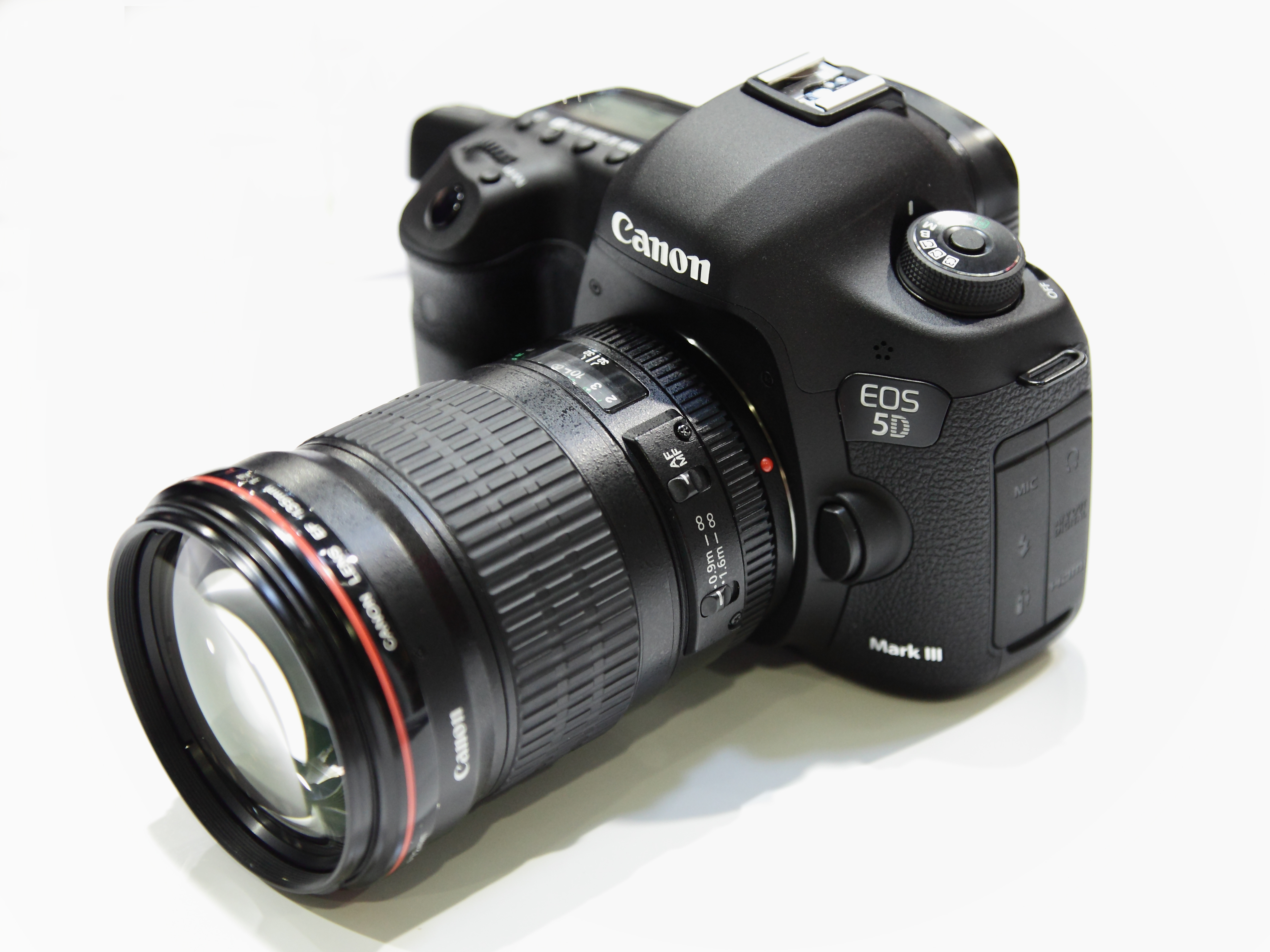
キヤノン EOS 5D Mark III
（EF 135mm F2レンズを装着）

2012年3月22日にEOS 5D Mark IIの後継機として発売された。新開発の画像処理エンジン「DIGIC 5+」の搭載により、常用感度が最高ISO25600（拡張で102400）まで引き上げられ、連写速度も6コマ／秒と高速化された。また、フラッグシップ機のキヤノン EOS-1D X同等の61点AF、HDR（ハイダイナミックレンジ）撮影機能が新たに搭載された。

### 主な仕様（5D MarkIIとの変更点のみ）
- 有効画素数：約2230万画素
- 最大解像度：5760×3840画素
- 画像エンジン：DIGIC 5+
- フォーカス：61点（クロス測距点：最大41点）
- ISO感度：100-25600相当、1/3段ステップ（ISO 50、51200、102400相当の感度拡大が可能）
- 測光方式：63分割TTL開放測光（評価測光、部分測光、スポット測光、中央部重点平均測光）
- 露出補正：±5段/3段（手動/AEB）（1/3、1/2段ステップ）
- ホワイトバランス：オート、太陽光、日陰、くもり、白熱電球、白色蛍光灯、フラッシュ、マニュアル、色温度指定（ストロボ色温度情報通信対応）
- ピクチャースタイル：オート、スタンダード、ポートレート、風景、ニュートラル、忠実設定、モノクロ、ユーザー設定
- ファインダー視野率：上下左右とも約100%
- モニタ：104万画素ワイド3.2インチ液晶モニタ
- JPEG：約65枚（約16270枚）RAW：約13枚（約18枚）RAW＋JPEG：約7枚（約7枚）　()内の数値はUDMA7対応CFカード使用時の数値
- HDR撮影
  - ダイナミックレンジ調整：自動、±1、±2、±3
  - 仕上がり効果：ナチュラル、絵画調標準、グラフィック調、油彩調、ビンテージ調
  - 画像位置自動調整可能
- 動画撮影機能
  - 映像記録方式：MPEG-4 AVC/H.264　可変（平均）ビットレート方式
  - 記録サイズとフレームレート：1920×1080（Full HD）：30p/25p/24p、1280×720（HD）：60p/50p、640×480（SD）：30p/25p
- シャッター音は甲高く切れのある音へ
- 大きさ：152（幅）x116.4（高さ）x76.4（奥行）mm
- 重量：860g（本体のみ）